# Tramlijn Franeker - Marssum
De tramlijn Franeker - Marssum was een tramlijn tussen Franeker en Marssum in de Nederlandse provincie Friesland. 

## Geschiedenis
De lijn werd geopend in 1900 door de Nederlandsche Tramweg Maatschappij (NTM) en er werd gereden met stoomtrams. De lijn werd gesloten op 13 augustus 1939 en vervolgens opgebroken.

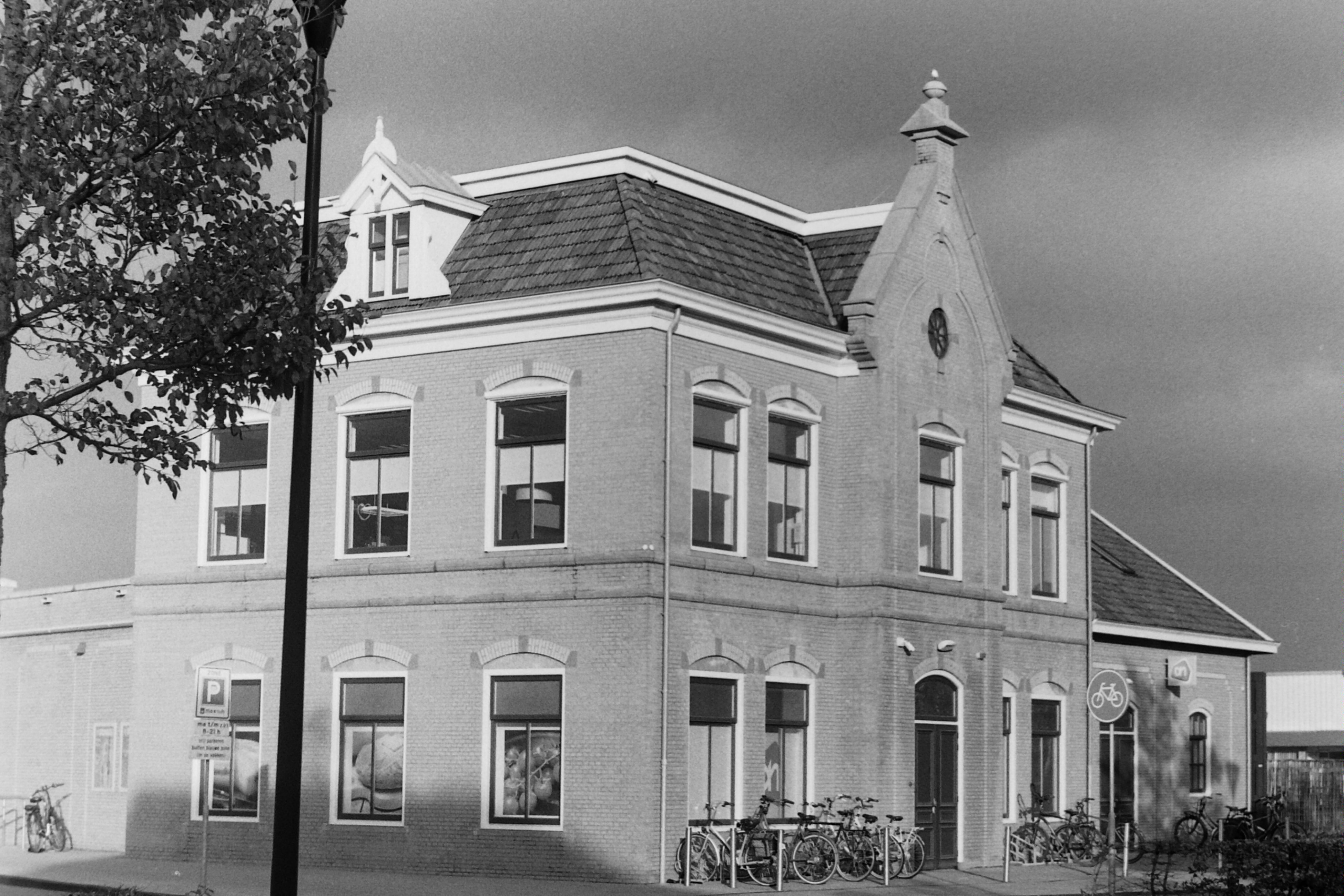
Bij de bouw van de Albert Heijn in Franeker is het voormalig tramstation Franeker afgebroken en is op dezelfde plaats een replica van het station als onderdeel van het complex opgetrokken